# Jan Fontijn
Johannes Henricus Antonius (Jan) Fontijn (Amsterdam, 9 februari 1936 – aldaar, 6 januari 2022) was een Nederlandse neerlandicus en literatuurwetenschapper.

## Afkomst
Fontijn groeide op als een na jongste kind in een katholiek gezin met zes zussen en vijf broers. Als tiener verloor hij een zus, twee broers en ook nog zijn moeder. Later zou hij schrijven dat zijn succes als biograaf deels te danken is aan het feit dat hij in zijn jeugd was omringd met jonge vrouwen.

## Loopbaan
Fontijn was lange tijd universitair docent bij de vakgroep Neerlandistiek van de Universiteit van Amsterdam. Daarnaast was hij literatuurcriticus van Het Parool en Vrij Nederland en redacteur van het literair tijdschrift De Revisor.
In het bijzonder heeft Fontijn zich beziggehouden met de biografie als literair genre, waarover hij diverse studies schreef. Zijn hoofdwerk is de tweedelige biografie van Frederik van Eeden, verschenen in 1990 en 1996. Het eerste deel Tweespalt was tevens zijn dissertatie bij zijn wetenschappelijke promotie aan de Katholieke Universiteit Nijmegen. In 2015 verscheen zijn biografie van Jacob Israël de Haan. Daarnaast wijdde hij studies aan Herman Heijermans, Frans Coenen, Carry van Bruggen, en laatstelijk de Franse romanschrijver Stendhal.
Hij heeft vele publicaties op zijn naam staan. Hiertoe behoren opstellen over Populaire literatuur, een schoolboek Ik heb al een boek over romananalyse en essays over mystiek, muziek, decadentie en literatuur. Daarnaast publiceerde hij over literaire stromingen als futurisme, dadaïsme, constructivisme en surrealisme. Voor de enigszins autobiografische roman Biefstuk en benzine, verschenen in 2003, werd hij genomineerd voor de Gerard Walschapprijs en ontving hij de Dirk Martensprijs van de stad Aalst.

## Persoonlijk
Jan Fontijn was de echtgenoot van de schilderes en schrijfster Charlotte Mutsaers, die met de P.C. Hooftprijs geëerd is. Hij overleed op 85-jarige leeftijd.

## Publicaties
- Zuster en super-ego (1971)
- Populaire literatuur (1974)
- Ik heb al een boek (1974), met Ton Anbeek
- Carry van Bruggen (1978), met Diny Schouten
- Frans Coenen (1981), met Gideon Lodders
- Leven in extase : opstellen over mystiek en muziek, literatuur en decadentie rond 1900 (1983)
- Tweespalt : het leven van Frederik van Eeden tot 1901 (1990)
- Op bezoek bij J.J. Voskuil (1991)
- De Nederlandse schrijversbiografie (1992)
- Aanslag op de letteren (1993)
- Trots verbrijzeld : het leven van Frederik van Eeden vanaf 1901 (1996)
- Broeders in bedrog : de biograaf en zijn held (1997)
- Biefstuk en benzine (2003), roman
- Kijk naar de vis : autobiografie van een lezer (2003)
- Louis Couperus en Jean Genet over de Islam en de Palestijnen (2009)
- Opgebouwd uit hetzelfde : broers en zusters in de literatuur (2011)
- Tederheid en storm. De persoonlijkheid van Jacob Israël de Haan (2012)
- Onrust. Het leven van Jacob Israël de Haan, 1881 - 1924 (2015)
- Moederskinderen. Over moeders en zonen (2019)
- Stendhal. Een zwervende gelukzoeker  (2021)